# 조선로동당 제4차 대표자회
조선로동당 제4차 대표자회(朝鮮勞動黨 第4次代表者會)는 2012년 4월 11일에 조선민주주의인민공화국의 평양직할시에서 열린 조선로동당의 대표자 회의다. 이 회의에서 김정은을 당 제1비서에 추대하였고, 김정일을 ‘조선로동당의 영원한 총비서’로 추대하였다.

## 토의 안건
- 김일성과 김정일을 영원한 수령, 영원한 총비서로 추대
- 김일성-김정일주의를 유일지도사상으로 명문화
- 제1비서직을 신설. 김정은 위원장을 제1비서, 정치국 위원, 정치국 상무 위원회 위원, 당 중앙군사위원회 위원장에 추대